# Dama del Cerro de los Santos

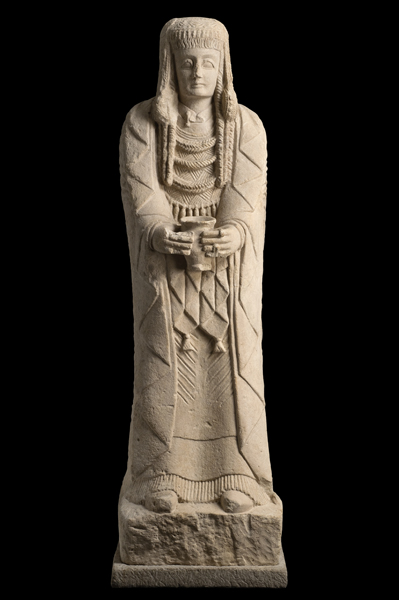
Dama del Cerro de los Santos

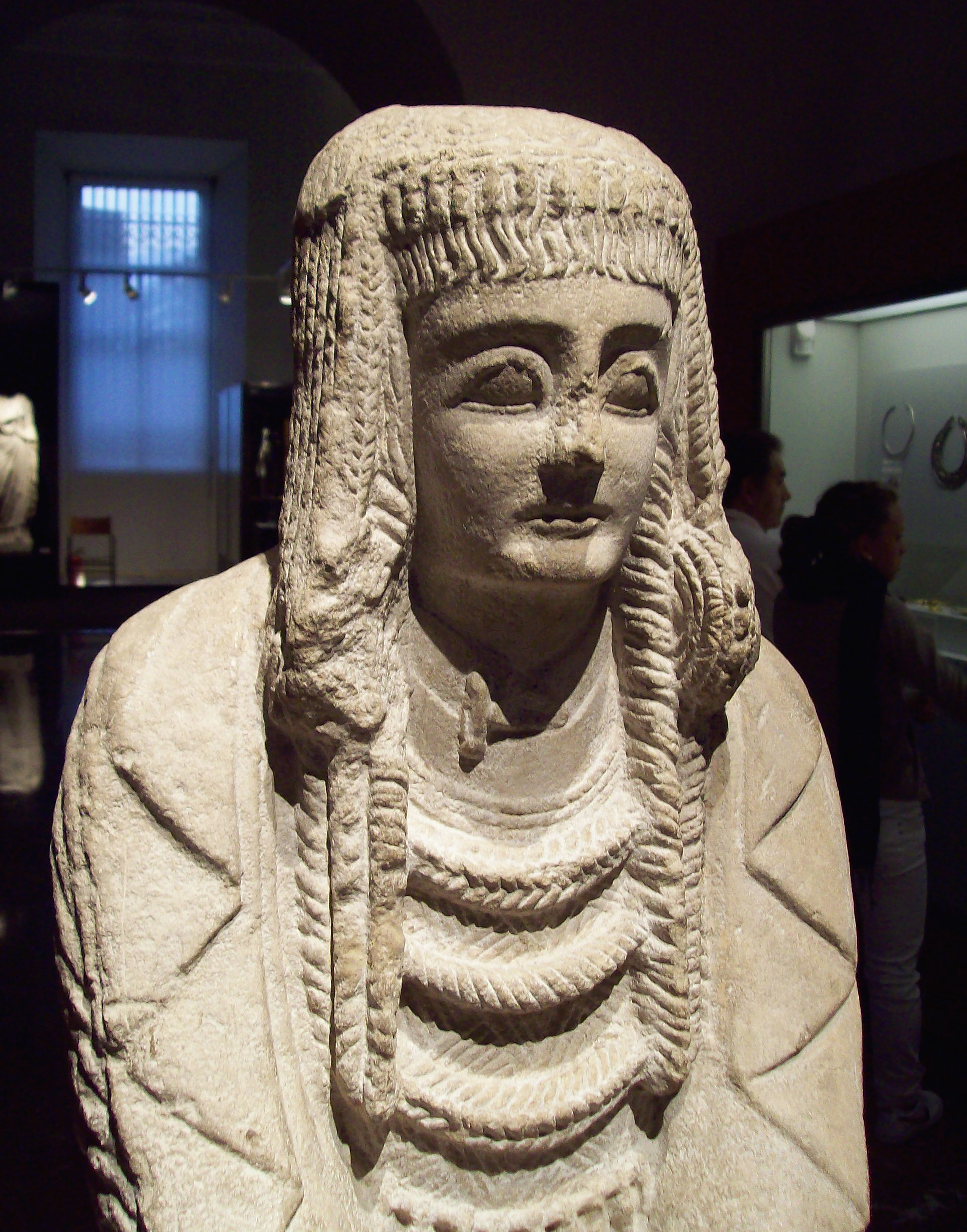
Detail

Die Dama del Cerro de los Santos ist eine iberische Frauenstatue des 3. Jahrhunderts v. Chr.; sie befindet sich heute – zusammen mit der Dama de Elche, der Dama de Baza und anderen Werken der Iberischen Kunst – im Museo Arqueológico Nacional de España in der spanischen Hauptstadt Madrid.

## Entdeckungsgeschichte
Die aus einem Kalksteinblock gearbeitete Frauenstatue wurde um die Mitte des 19. Jahrhunderts in einer ehemaligen Kultstätte am Cerro de los Santos ca. 3 km südöstlich der ca. 810 m hoch gelegenen Ortschaft Montealegre del Castillo im Südosten der Provinz Albacete entdeckt. Im Jahr 1960 fanden dort erneut Ausgrabungen statt, bei denen zur Überraschung der Archäologen weitere Fundstücke zutage kamen, die sich heute im Museo de Albacete befinden.

## Beschreibung
Die nahezu symmetrische, ca. 1,35 m hohe stehende Frauenstatue ist reich gewandet und geschmückt; vor ihrem Schoß hält sie in einer Art Opferhaltung zwischen beiden Händen eine Vase. Der Kopf mit weit geöffneten Augen ist erhoben; das herabhängende Haar ist aufwendig frisiert und nur im rückwärtigen Teil bedeckt. Der Ohrschmuck ähnelt dem der Dama de Elche. Vor der Brust trägt sie ein Pektoral, von dem drei kordelartig geflochtene Schmucklitzen besonders hervorgehoben sind. Das Gewand besteht aus einem bodenlangen Mantel, zwei überwurfartigen Kleidern, die in Höhe der Taille von Gürtelschärpen zusammengehalten werden, sowie einem plissierten Untergewand. Die Rückseite der Figur ist lediglich geglättet, so dass eine Umschreitung nicht anzunehmen ist.

## Interpretation
Die Dama del Cerro de los Santos unterscheidet sich von den anderen etwa gleichzeitigen Frauenfiguren der iberischen Kunst durch ihre stehende Körperhaltung, ihr weitgehend unbedecktes Haupt und ihren Opfergestus, der sich allerdings schon bei der ca. 400 Jahre älteren Dama de Galera findet. Es könnte sich bei der Statue um das Porträt einer realen Frau – vielleicht einer Stammesführerin oder Priesterkönigin – handeln; denkbar ist jedoch ebenso gut eine Figur aus der religiösen Vorstellungswelt der Iberer.